# Sămănătorism
Sămănătorism (semănătorism) – kierunek literacki i ideologiczny w rumuńskim życiu kulturalnym w początkach XX wieku. Nazwa została utworzona od tytułu pisma „Sămănătorul”, ukazującego się od 2 grudnia 1901 roku do 27 czerwca 1910 roku.
Ideolodzy sămănătorismu, m.in. Nicolae Iorga uważali, że jedynym depozytariuszem trwałych wartości narodowych są rumuńscy chłopi, a przyczyną problemów społecznych i powstań chłopskich jest zapożyczenie obcych Rumunii zwyczajów, niewynikających z rumuńskiej tradycji. Z tym przekonaniem wiązali konieczność oświecenia ludu, podniesienia jego poziomu kulturalnego, uzdrowienie obyczajów i obudzenie świadomości narodowej. Przedstawiciele sămănătorismu kładli nacisk na tradycję i specyfikę narodową, zaś oświecenie chłopów miało przyczynić się do przywrócenia solidarnej wspólnoty narodowej. Wiele elementów składających się na koncepcje sămănătorismu znalazło kontynuację w programie kierunku zwanego gândirismem.
Sămănătorism przejął, w ograniczonej formie, założenia estetyczne, jakie wysunęła „Dacia literară”. Literatura miała być zaangażowana, a folklor i dzieje narodu rumuńskiego miały być podstawowymi źródłami inspiracji.
Utwory pisane w duchu sămănătorismu cechowała idealizacja wsi i pracy w polu, i wychwalanie społeczności chłopskiej jako ostatniej ostoi czystości obyczajów. Miasta zaś były przedstawiane jako siedliska wszelkiego zła i zepsucia. Postaciami pozytywnymi byli wyidealizowani chłopi, rdzennie rumuńscy bojarzy czy też duchowni i nauczyciele spełniający obowiązek szerzenia oświaty, zaś negatywnymi wyobcowani z narodu nowobogaccy.
Ze sămănătorismem związani byli pisarze: George Coșbuc, Dimitrie Anghel, Mihail Sadoveanu, Ștefan Octavian Iosif, Emil Gîrleanu, Constantin Sandu-Aldea (1874–1927), Ioan Adam (1875–1911), Ion Anton Bassarabescu (1870–1952), Ion Dragoslav (właśc. Ion Ivanciuc, 1875–1928). Przedstawicielami tego kierunku w poezji byli: George Vâlsan (1885–1935), George Tutoveanu (1872–1957), Natalia Negru (1882–1962), Alexandru Mateevici (1888–1917), Ștefan Petică (1877–1904), a w dramacie Alexandru Davila (1862–1929).
Poza tygodnikiem „Sămănătorul” program sămănătorismu reprezentowały m.in. pisma: „Luceafărul” (w początkowym okresie), „Făt-Frumos” (1904-1906), „Junimea literară” (1904), „Ramuri” (1905-1947), „Neamul românesc” (1906-1940), „Floarea darurilor” (1907), „Neamul românesc literar” (1908-1913), „Drum drept” (1913-1916).